# Pergine Valsugana
Pergine Valsugana (Alemão:Fersen im Suganertal) é uma comuna italiana da região do Trentino-Alto Ádige, província de Trento, com cerca de 20.122 habitantes. Estende-se por uma área de 54 km², tendo uma densidade populacional de 372 hab/km². Faz divisa com Baselga di Piné, Trento, Fornace, Sant'Orsola Terme, Civezzano, Frassilongo, Vignola-Falesina, Novaledo, Levico Terme, Tenna, Vigolo Vattaro, Bosentino, Caldonazzo e Calceranica al Lago.